# Al-Tira (Haïfa)
Pour les articles homonymes, voir Tira.
al-Tira (الطيرة, également appelé Tirat al-Lawz ("Tira-les-Amandes"), Tirat Haïfa et Tirat al-Karmil pour le distinguer des autres al-Tira), est un village palestinien situé à 7 kilomètres au sud de Haïfa. Il était constitué de cinq khirbets, dont Khirbat al-Dayr où se trouvaient les ruines du monastère consacré à saint Brocard du mont Carmel et un réseau de grottes avec des caves et un tunnel voûté,.
Bien qu'il ait été un des rares villages palestiniens à être défendu militairement, les 5270 habitants de la ville ont été expulsés en 1948 lors du nettoyage ethnique de la Palestine (ou Nakba). Sur les terres confisquées aux Palestiniens, la ville israélienne de Tirat Carmel a été créée en 1949.

## Géographie
Al-Tira était situé dans le sous-district de Haïfa, à 7 km au sud d'Haïfa et à 60 m au-dessus du niveau de la mer. Le village était établi au pied du versant ouest du mont Carmel, surplombant la plaine côtière et la mer Méditerranée. Relié à la route côtière par un chemin, c'était le deuxième village le plus peuplé du sous-district de Haïfa, après Ijzim. Ses maisons étaient construites de pierres et d'argile, regroupées en différents petits villages, le village principal ayant une forme de croix.
Il avait une superficie totale de 45 262 dounams, dont 23 940 appartenant à des Arabes, 6 553 à des Juifs et 14 769 en terres collectives. De nombreuses sources arrosent le terroir. Les cultures de céréales occupaient plus de 16 000 dounams ; 3543 dounams étaient irrigués ou plantés en vergers,. Son économie reposait sur un secteur agricole prospère : céréales, cultures maraîchères et fruitières, arrosées par de nombreuses sources,. Trois moulins mécaniques servaient à produire l'huile d'olive.

## Histoire

### Préhistoire
Un site archéologique du Paléolithique, situé au sud du village, témoigne de la fréquentation du site pendant la préhistoire.
Le site archéologie d'Atlit Yam repose à une dizaine de mètres de fond et à 400 mètres au large d'al-Tira. Fouillé dans les années 2000, c'est un village néolithique du pre-céramique (VIIe millénaire av. J.-C.) où des traces de culture de l'olivier et de fabrication d'huile ont été retrouvées. D'autres sites de production d'huile ont été découverts a Megadim et Kfar Galim.

### Croisades
Les croisés appelaient al-Tira Saint-Jean de Tire et au XIIIe siècle, une abbaye grecque orthodoxe consacrée à saint Jean le Baptiste se trouvait au village,. En 1283, le village faisait toujours partie du domaine des Croisés, selon le traité signé entre les Croisés et le sultan mamelouk Kélaoun.

### Empire ottoman
En 1517, le village est rattaché à l'empire ottoman avec le reste de la Palestine. Aux XVIe et XVIIe siècles, Tirat al-Lauz appartenait à l'émirat Turabay (en) (1517-1683), qui comprenait aussi la vallée de Jezréel, Haïfa, Jénine, la vallée de Beisan, le nord du sanjak de Naplouse, le plateau de Ménashé et le nord de la plaine de Sharon,.
En 987 AH (1579 ère chrétienne), une mosquée est offerte au village par Assaf, le sandjak bey de Lajjun appartenant à la famille des Turabay.
En 1596, le village d'al-Tira comptait 52 foyers musulmans, soit environ 286 habitants, relevant de la nahié ("sous-district") de Shafa, dans le sandjak de Lajjun. Les villageois payaient un impôt au taux fixe de 25% sur leurs productions de blé, chèvres, miel et le produit des vignes ; cette année-là, le total des impôts payés par les habitants d'al-Tira est de 26 000 akçe,.
Le village apparaît sous le nom d'El Koneiceh  (ou Khirbet el Keniseh) sur la carte que Pierre Jacotin réalise en 1799, lors de la campagne d'Égypte, bien qu'il soit mal placé.
Victor Guérin visite le village en 1870 : « A onze heures vingt-cinq minutes, nous traversons un petit bois d'oliviers, et, à onze heures quarante minutes, nous arrivons à Thireh [...]. Ce village renferme un millier d'habitants. J'examine d'abord une petite mosquée, qui paraît avoir été autrefois une église chrétienne. Tournée de l'ouest à l'est, elle n'a qu'une seule nef et est terminée à l'orient par une abside. On y pénètre par une porte rectangulaire couronnée par un beau linteau. Cet édifice, qui a été construit avec des pierres de taille très-régulières est surmonté de voûtes très légèrement ogivales, au-dessus desquelles règne une terrasse plate ». Dans le même passage, Guérin mentionne également une église à trois nefs transformée en moulin.
La lourde conscription imposée par l'empire ottoman en 1872 entraîne un recul de la prospérité du village, qu'il retrouve plus tard.
Une liste de population de 1887 indique que Tireh est peuplé de 2555 habitants, tous musulmans.

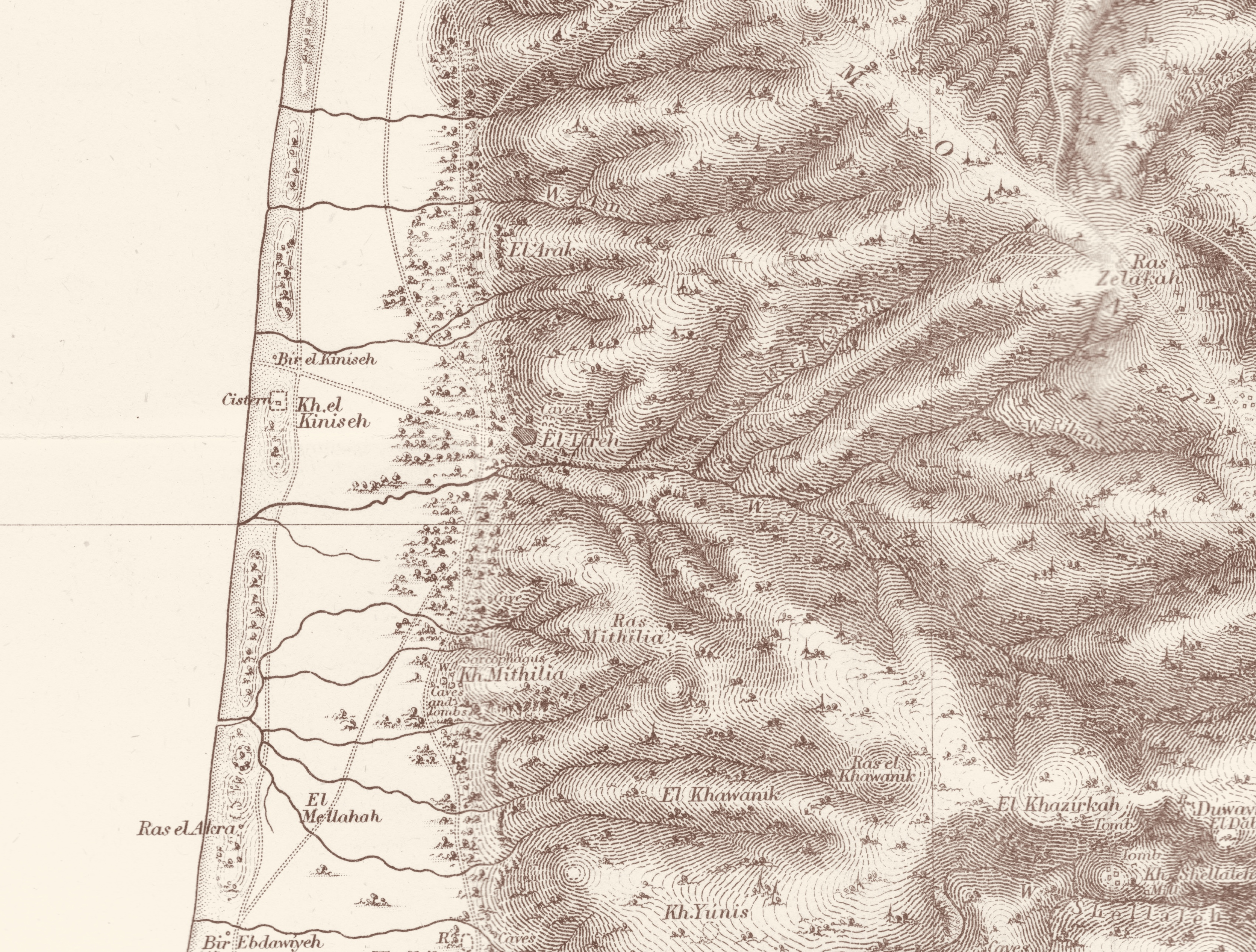
Carte du Palestine Exploration Fund : Al-Tira est indiqué El Tireh (1875).
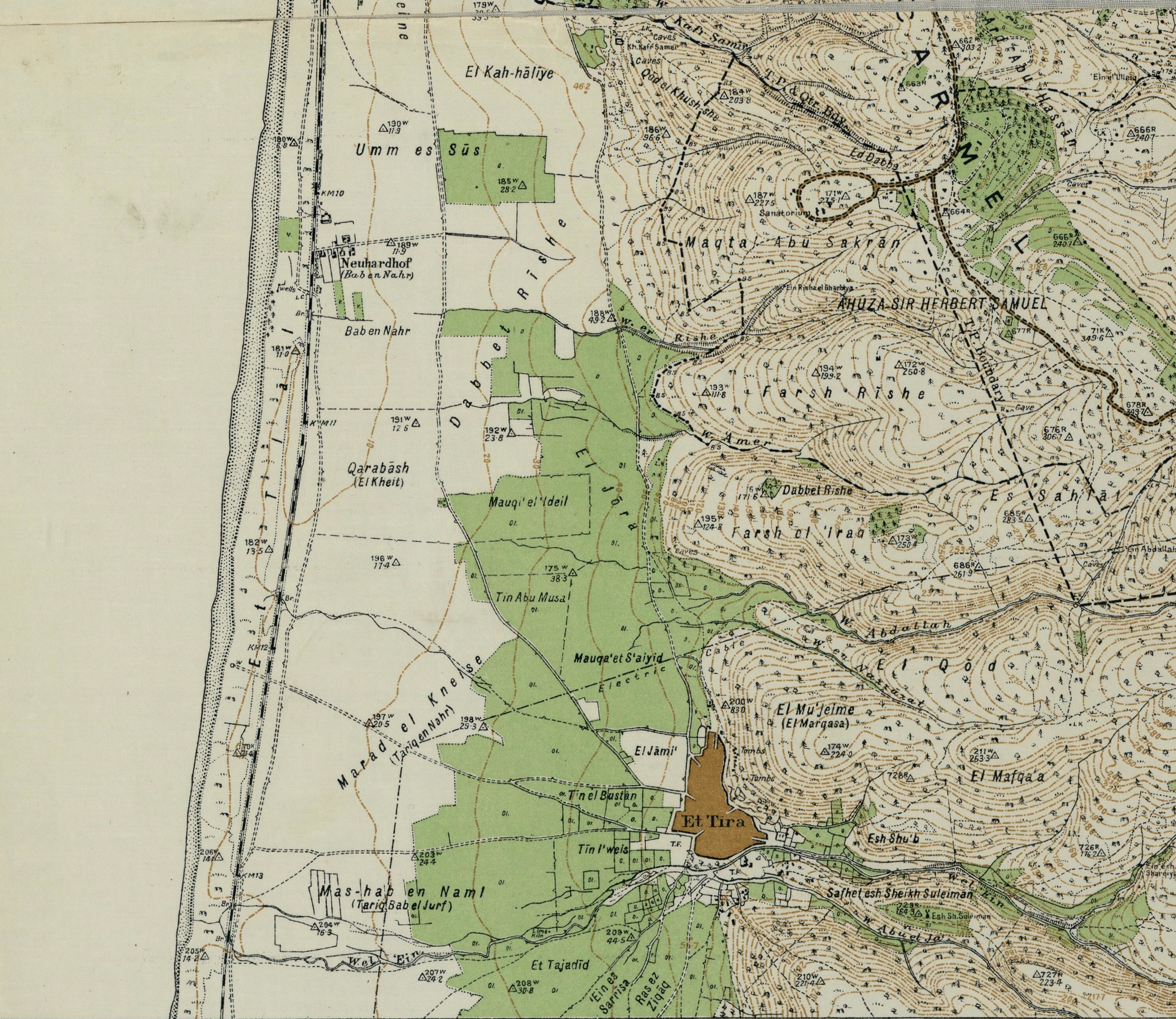
Carte d'Al-Tira (indiqué Et Tira) de 1932 au 1:20 000.
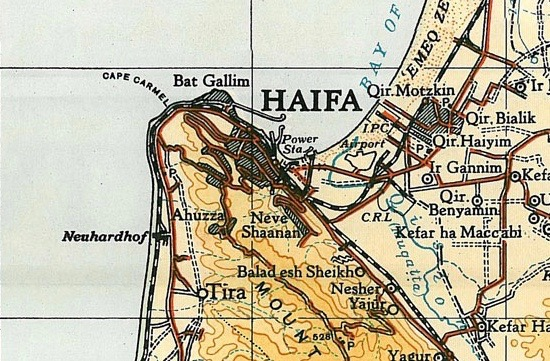
Carte d'Al-Tira (indiqué Tira) de 1945 au 1:250 000

Al-Tira avait deux mosquées, la Vieille et la Nouvelle. La Vieille mosquée, qui a d'abord été une église, était déjà désaffectée en 1932. La Nouvelle mosquée existe toujours, convertie en synagogue. L'époque de construction de la Nouvelle mosquée ne fait pas consensus : Pringle déclare qu'il s'agit de la mosquée financée par Assaf en 1579. De son côté, Petersen, qui l'a étudiée en 1994, estime que c'est erroné et qu'une inscription dans une niche près d'une porte, en écriture nasskhi provinciale, permet de dater la construction de cette mosquée d'Ishaq ibn Amir en 687 AH (1288-1289 EC).
Les protestants allemands de la société des Templiers habitaient le hameau de Neuhardthof.

### Mandat britannique
En 1917-1918, les combats de la campagne du Sinaï et de la Palestine permettent au Royaume-Uni de faire la conquête de la Palestine. La région d'al-Tira est conquise en 1918 et la Palestine est administrée comme territoire conquis jusqu'en 1923 puis sous l'autorité d'un mandat de la Société des Nations.
Au recensement de 1922 conduit par les autorités britanniques, Tireh avait une population de 2346 habitants, dont 2336 musulmans, 1 juif et 9 chrétiens ; parmi les chrétiens, il y avait un catholique romain et 8 orthodoxes. Au recensement de 1931, la population avait augmenté à 3191 habitants, dont 3173 musulmans, 17 chrétiens, 1 Druze, pour 624 maisons.
En 1943, al-Tira était le village produisant le plus d'olives du sous-district de Haïfa. Le grand nombre d'amandiers valait son surnom à al-Tira, Tirat al-Lawz ("Tira des amandes"). En 1945, les 5240 musulmans et les 30 chrétiens partageaient deux écoles primaires, une pour les filles, l'autre pour les garçons.

### Nettoyage ethnique de 1948
Tout au long de la guerre de 1947-1948, Al-Tira est la cible d'opérations répétées de la part des milices sionistes puis des forces de défense israéliennes (FDI), jusqu'à sa prise de contrôle en juillet 1948. Al-Tira est l'un des rares villages arabes de Palestine à être défendus, à la fois par une milice d'habitants et par un contingent de l'armée de libération arabe (ALA) soutenus par l'armée irakienne présente à Tulkarem et Jénine.
Dès le début de la guerre, dans la nuit du 11 au 12 décembre 1947 et en pleine fête de Hanoucca, al-Tira est attaqué par une vingtaine de terroristes de l'Irgoun, qui s'en prennent d'abord à une maison isolée. Après y avoir jeté une bombe incendiaire, ils mitraillent le village et s'enfuient en camion. Treize habitants sont tués, dont des enfants et des vieillards,,. Il y a également dix blessés et une maison est détruite et quelques autres endommagées. Six autres villages sont attaqués la même nuit par l'Irgoun.
Al-Tira est ensuite attaqué le 5 février, action de harcèlement qui dure une heure et demie mais ne fait ni morts ni blessés. Aucune défense villageoise ne s'oppose a cette attaque. Lors de l'opération d'expulsion de Haïfa par la Haganah, une unité de celle-ci attaque Al-Tira la nuit des 21–22 avril 1948, ce qui provoque le départ de femmes et d'enfants. À 1h40 dans la nuit du 24 au 25 avril, la Haganah tire au mortier et à la mitrailleuse sur le village. Une compagnie d'infanterie arrive tout près des premières maisons mais est apparemment arrêtée par les tirs de soldats britanniques. Une partie de la population non-combattante est évacuée par les Britanniques, qui laissent quelques centaines d'hommes armés pour défendre le village, l'attaque reprenant le lendemain et se terminant également par une intervention britannique et une nouvelle évacuation partielle (en bus). Le 5 mai, 500 autres habitants sont évacués vers Jénine et Naplouse, tandis que d'autres attaques ont lieu pendant une semaine, la brigade Alexandroni échouant à s'emparer du village le 13 mai, ce qui entraîne le report de l'expulsion de Qalqilya prévue par le plan Daleth. Le village tombe aux mains israéliennes le 16 juillet, au cours d'une opération qui mobilise trois brigades de l'armée israélienne, les Alexandroni, Golani et Carmeli, avec pour la première fois l'appui d'un bombardement naval par l'Eilat (en), un ancien navire garde-côtes américain acquis par le Yichouv en 1947, armé de canons de 57 mm.
Les habitants qui avaient résisté à deux mois de siège sont soit expulsés en Cisjordanie, soit incarcérés dans des camps de prisonniers de guerre. D'autres se réfugient à Ayn Ghazal. Les corps de 28 d'entre eux sont incinérés par les FDI fin juillet ; il est possible qu'ils aient été eux aussi massacrés, selon la Ligue arabe (point de vue soutenu par Hadawi), ou morts d'autres causes, selon Israël.

### Période israélienne
.

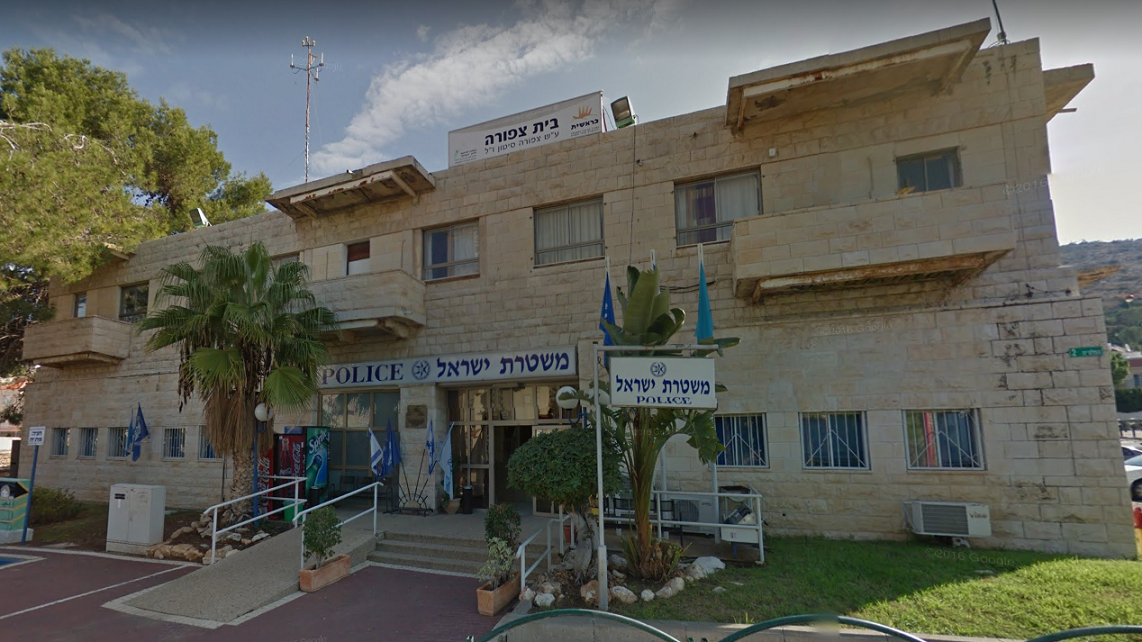
Poste de police, installé dans une maison palestinienne expropriée par la loi sur la propriété des absents.

Après la guerre, la région fait partie d'Israël. Le processus de colonisation d'al-Tira commence avant même sa chute. Dès juin 1948, les colons fondent un premier kibboutz, HaHotrim (en), au sud du village. Puis ce sont les maisons même d'al-Tira qui sont occupées par des immigrants juifs en février 1949 ; en avril il y avait déjà 2000 habitants. En 1949, Tirat Carmel est fondée sur le site même du village et Megadim (en) un peu plus loin. En 1952, un pensionnat et un village de jeunes (en) orphelins rescapés de la Shoah sont implantés à Kafr Galim. Enfin, en 1953, l'école religieuse et le village de Kafr Tzvi Sitrin sont créés, toujours sur le territoire d'al-Tira. De nombreux réfugiés de Tira fuirent en Transjordanie, principalement à Irbid.
Après la guerre, les réfugiés palestiniens originaires de Tira fondent le village de Wādī al-‘Ein. Ils se maintiennent jusqu'aux années 1970, puis les autorités israéliennes les expulsent à nouveau pour créer le parc national du mont Carmel (en), conçu dès 1952. Après l'expulsion, les habitations ne sont pas détruites et restent vides jusqu'à nos jours.
L'historien palestinien Walid Khalidi décrit les restes du village d'al-Tira en 1992 : « Quelques maisons subsistent, dont celle appartenant 'Irsan al-Dhib. Le cimetière est à l'abandon et plusieurs pierres tombales sont brisées. Les restes de deux sanctuaires sont visibles et l'école sert aux étudiants, Palestiniens comme Israéliens. Des forêts et des logements entourent les restes du village ». En 1998, le nombre de réfugiés palestiniens descendant des habitants expulsés en 1948 est estimé à plus de 37 000.
L'arabe dialectal syrien ou chami parlé à al-Tira et ses évolutions dues à l'exil ont été étudiées par Mahmoud El Salman.
En 2011, quatre livres sur l'histoire du village ont été publiés.

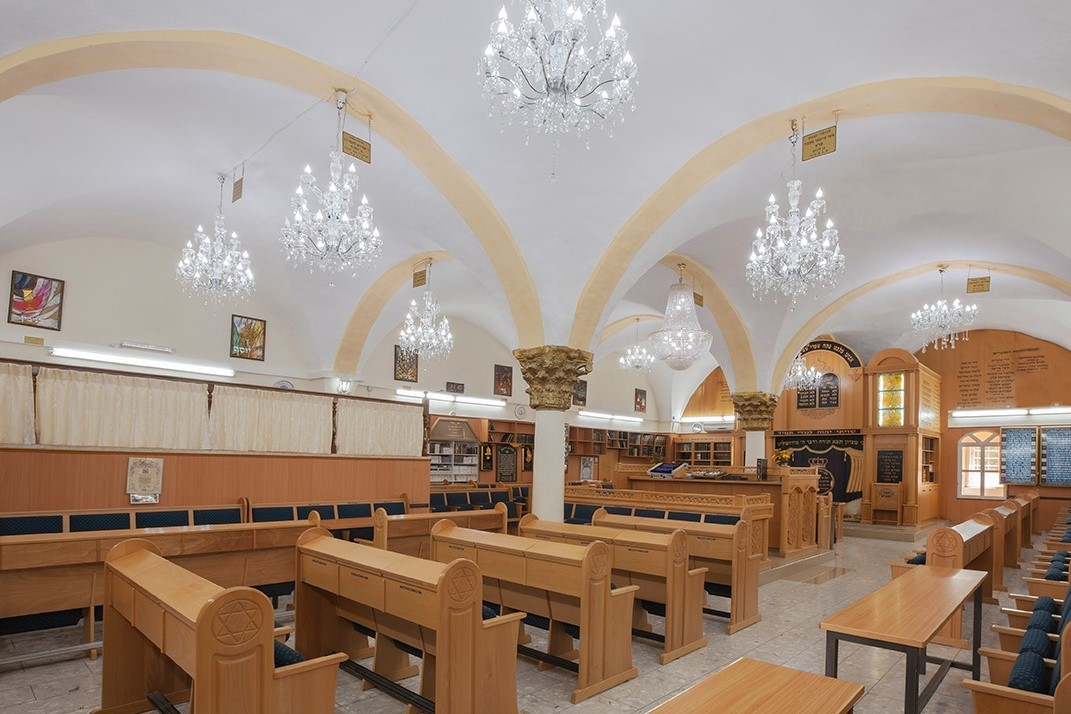
Ancienne mosquée convertie en synagogue.
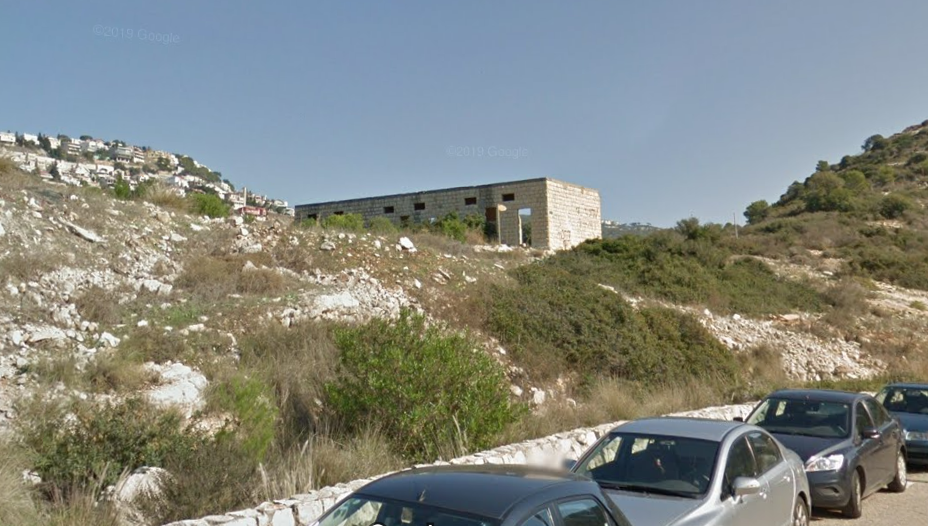
Ancienne école.
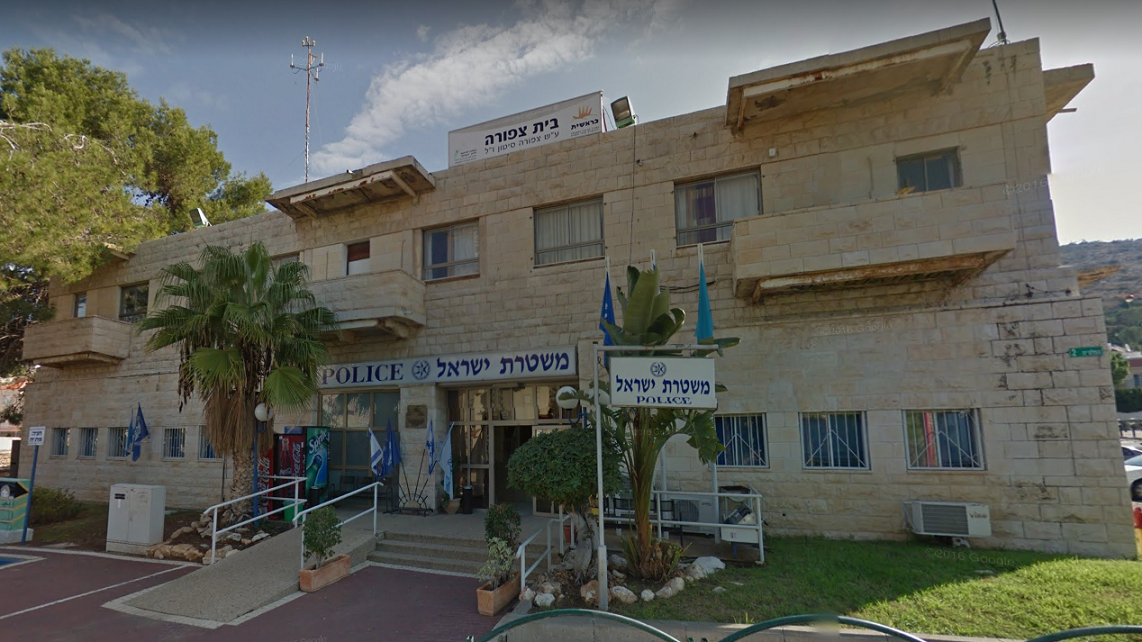
Poste de police.